# Ryūhei Tamura
Ryūhei Tamura (田村隆平, Tamura Ryūhei) es un creador de mangas japonés nacido el 19 de abril de 1980. Es el autor de Beelzebub, que se publicó en la Weekly Shonen Jump de febrero de 2009 a 2015. Fue su primera serie y tuvo un gran éxito en Japón.
Después de esta, en junio de 2020 comenzó a publicar la historia El ardiente Nirai Kanai, hasta junio de 2021, también en la Shonen Jump.
Era el asistente de Toshiaki Iwashiro, el autor de Psyren, también publicado en la Shonen Jump.

## Obras
- Beelzebub, manga y anime publicado en la Shonen Jump.
- Harapeko no Marie, manga publicado por Tamura en la Shonen Jump en 2017, el cual solo duró 32 capítulos.
- Hard-Boiled Cop and Dolphin, Manga publicado en la Shonen Jump.